# Ранонгга
Ранонгга (англ. Ranongga) — остров, расположенный в группе островов Новой Георгии, Западная провинция, Соломоновы острова.

## История
Ранонгга был открыт в 1787 году моряками Ридом и Дейлом.
18 августа 1959 года в 8 часов 5 минут на западном побережье острова появилась сейсмическая морская волна. Вскоре после этого большие волны наблюдались в Вори, на северном побережье острова. Море отступило на 15 м, а затем вернулось в исходное положение. В мае 2007 года было ещё одно крупное землетрясение и цунами, и весь остров поднялся из моря на 3 метра.

## География
Ранонгга — это длинный (28 км в длину), узкий остров, расположенный в 8 км к северо-востоку от острова Симбо и к юго-западу от Гизо, столицы Западной провинции. Самая высокая точка — это гора Кела (869 м)

### Землетрясение 2007 года
В апреле 2007 года на острове произошло землетрясение, как и во многих регионах Соломоновых островов. По словам местных жителей, земной толчок расширил береговую линию острова до 70 метров. Это оставило много нетронутых коралловых рифов, оказавшихся на вновь образованных пляжах.

## Демография
Большинство поселков расположены на восточной стороне острова. На острове Ранонгга около 2500 человек говорят на языке ганонгга.